# Charles Valentine Riley
Charles Valentine Riley (Londres, 19 de setembro de 1843, Londres - 14 de setembro de 1895) foi um entomologista e artista inglês.